# Lecidea betulicola
Lecidea betulicola är en lavart som först beskrevs av Kullh., och fick sitt nu gällande namn av Hugo Magnusson. Lecidea betulicola ingår i släktet Lecidea och familjen Lecideaceae.  Arten är reproducerande i Sverige. Inga underarter finns listade i Catalogue of Life.